# Pizzo
Pizzo er en by og kommune i provinsen Vibo Valentia i Calabrien i det sydvestlige Italien. Pizzo har 9.080 indbyggere (2007). Pizzo grænser op til kommunerne Curinga, Francavilla Angitola, Maierato, Sandt'Onofrio, Vibo Valentia. 
En af byens seværdigheder er borgen, hvor Joachim Murat blev henrettet i 1815.

## Eksterne links
- Pizzoa officielle hjemmeside Arkiveret 26. maj 2015 hos  Wayback Machine

- Wikimedia Commons har flere filer relateret til Pizzo

1. ↑  demo.istat.it (fra Wikidata).